# Уряд Вануату
Уряд Вануату — вищий орган виконавчої влади Вануату.

## Голова уряду
- Прем'єр-міністр — Мелтек Сато Кілман Лівтанвану (англ. Meltek Sato Kilman Livtanvanu).
- Віце-прем'єр-міністр — Крістофер Емелі (англ. Christopher Emelee).

## Кабінет міністрів
Склад чинного уряду подано станом на 10 грудня 2015 року.
| Логотип | Міністерство                                                          | Міністр                                                       | Фото | Час на посаді | Час на посаді | Партія | Партія | Вебсайт |
| ------- | --------------------------------------------------------------------- | ------------------------------------------------------------- | ---- | ------------- | ------------- | ------ | ------ | ------- |
|         | Міністерство внутрішніх справ                                         | Хосеа Неву (Hosea Nevu)                                       |      |               |               |        |        |         |
|         | Міністерство земель, геології, копалень, енергетики і водних ресурсів | Ісаак Хамарілью (Isaac Hamariliu)                             |      |               |               |        |        |         |
|         | Міністерство закордонних справ і торгівлі                             | Хаво Молі (Havo Moli)                                         |      |               |               |        |        |         |
|         | Міністерство інфраструктури і громадських служб                       | Дон Кен (Don Ken)                                             |      |               |               |        |        |         |
|         | Міністерство кліматичних змін                                         | Джером Ладвануне (Jerome Ludvanune)                           |      |               |               |        |        |         |
|         | Міністерство молоді та спорту                                         | Мелтек Сато Кілман Лівтанвану (Meltek Sato Kilman Livtanvanu) |      |               |               |        |        |         |
|         | Міністерство освіти                                                   | Тоара Деніел (Toara Daniel)                                   |      |               |               |        |        |         |
|         | Міністерство охорони здоров'я                                         | Моркін Стівен (Morkin Steven)                                 |      |               |               |        |        |         |
|         | Міністерство планування                                               | Джером Лудвануне (Jerome Ludvanune)                           |      |               |               |        |        |         |
|         | Міністерство сільського, лісового і рибного господарства              | Крістофер Емелі (Christopher Emelee)                          |      |               |               |        |        |         |
|         | Міністерство торгівлі та вануатійського бізнесу                       | Данстен Хілтон (Dunstan Hilton)                               |      |               |               |        |        |         |
|         | Міністерство туризму                                                  | Данстен Хілтон (Dunstan Hilton)                               |      |               |               |        |        |         |
|         | Міністерство фінансів                                                 | Віллі Джиммі (Willie Jimmy)                                   |      |               |               |        |        |         |
|         | Міністерство юстиції та комунальних служб                             | Едмунд Бон (Edmund Bohn)                                      |      |               |               |        |        |         |
|         | Комісія державної служби                                              | Мелтек Сато Кілман Лівтанвану (Meltek Sato Kilman Livtanvanu) |      |               |               |        |        |         |